# Hipposideros griffini
Hipposideros griffini és una espècie de ratpenat de la família dels hiposidèrids. És endèmic del Vietnam. El seu hàbitat natural són els boscos montans, tant primaris com pertorbats. És un ratpenat de grans dimensions, amb avantbraços de 83,3-90 mm, els peus de 14,1-15,8 mm i les orelles de 27,5-30 mm. Com que fou descoberta fa poc, l'estat de conservació d'aquesta espècie encara no ha estat avaluat formalment.